# Just Another Diamond Day
Just Another Diamond Day è il primo album in studio della cantautrice inglese Vashti Bunyan, pubblicato nel 1970.

## Tracce
Tutti i brani sono stati scritti da Vashti Bunyan, eccetto dove indicato.
Side 1
1. Diamond Day – 1:47
2. Glow Worms – 2:16
3. Lily Pond – 1:24
4. Timothy Grub – 3:15
5. Where I Like to Stand (Bunyan, John James) – 2:21
6. Swallow Song – 2:16

Side 2
1. Window Over the Bay (Bunyan, Robert Lewis) – 1:47
2. Rose Hip November – 2:27
3. Come Wind Come Rain – 2:07
4. Hebridean Sun (Bunyan, Lewis) – 1:13
5. Rainbow River – 3:22
6. Trawlerman's Song (Bunyan, Lewis) – 1:56
7. Jog Along Bess – 3:36
8. Iris's Song for Us (Bunyan, Wally Dix, Iris Macfarlane) – 1:33